# Eilema erythropleura
Eilema erythropleura là một loài bướm đêm thuộc phân họ Arctiinae, họ Erebidae.